# Dänische Frauen-Cricket-Nationalmannschaft
Die dänische Frauen-Cricket-Nationalmannschaft vertritt Dänemark als Frauen-Nationalmannschaft auf internationaler Ebene in der Sportart Cricket. Das Team wird vom Dansk Cricket Forbund (DCF) geleitet. Sie verfügt seit 2019, wie alle ICC-Mitglieder, über vollen WTwenty20-Status. Größte Erfolge bei Turnieren waren die Vorrunde beim Women’s Cricket World Cup (1993 und 1997).

## Geschichte
Dänemark debütierte während des daheim ausgetragenen Women’s European Cricket Cup 1989 im WODI und erreichte den zweiten Platz. Die Däninnen erreichten auch beim Women’s European Cricket Cup 1991 dasselbe Ergebnis. Das Team nahm auch viermal an Qualifizierungen zum Women’s Cricket World Cup teil und erreichte bei beim Women’s Cricket World Cup 1993 den siebenten sowie beim Women’s Cricket World Cup 1997 den zehnten Platz. Ihre einzigen WODIs außerhalb der Europa- und Weltmeisterschaften spielten sie während zweier Serien gegen die Niederlande im Mikkelberg-Kunst-und-Cricket Center in Deutschland 1997 und 1998. Am 21. Juli 1999 spielte Dänemark sein letztes WODI gegen die Niederlande. Nachdem der Dansk Cricket Forbund ab 2000 die Mannschaften in der Nationalen Liga auf acht Spieler je Mannschaft beschränkt hatte, fehlte es der Mannschaft an Nachwuchs.
Im August 2013 kehrte Dänemark auf die internationale Bühne zurück und beteiligte sich an einem Turnier mit fünf Teams in Bologna (zusammen mit Estland, Gibraltar, Italien und Belgien). Die Däninnen erreichten bei dem Turnier nach den Italienerinnen den zweiten Platz, nachdem das Team drei seiner vier Spiele gewonnen hatte. Im August 2014 nahm Dänemark mit sechs anderen europäischen Mannschaften an einem internationalen WTwenty20 in Berlin teil. Sie gewannen jedoch nur zwei ihrer sechs Spiele (gegen Gibraltar und Belgien mit jeweils neun Wickets) und erreichten damit den fünften Platz nach Italien, Deutschland, Frankreich und Jersey.
Im Augustus 2024 gewann Dänemark den Women’s T20I Nordic Cup 2024 nach Siegen über Guernsey, dem Gastgeber Norwegen, Estland und Finnland XI.

## Organisation
Der Dansk Cricket Forbund (DCF) wurde 1953 in Odense durch 31 Clubs gegründet. 1966 wurde er Associate Member des International Cricket Council (ICC). Der DCF war außerdem 1997 Gründungsmitglied des europäischen Kontinentalverbandes European Cricket Council (ECC).
Der Dansk Cricket Forbund stellt die Dänemark vertretenden Cricket-Nationalmannschaften, einschließlich der für die Männer, Frauen und Jugend, zusammen. Der Verband ist außerdem verantwortlich für die Durchführung von T20I-Serien gegen andere Nationalmannschaften sowie die Organisation von Heimspielen und -turnieren. Neben der Aufstellung des Teams ist er verantwortlich für den Kartenverkauf, der Gewinnung von Sponsoren und der Vermarktung der Medienrechte.
Kinder und Jugendliche werden bereits in der Schule an den Cricketsport herangeführt und je nach Interesse und Talent beginnt dann die Ausbildung.

## Spielerinnen

### Spielerstatistiken
Insgesamt haben für Dänemark 32 Spielerinnen WODIs und 28 Spielerinnen WTwenty20s gespielt. Im Folgenden sind die Spielerinnen aufgeführt, die für die dänische Mannschaft die meisten Runs und Wickets erzielt haben.

#### Runs
| WODI                   | WODI                   | WODI                   | WODI                   | WTwenty20              | WTwenty20              | WTwenty20              | WTwenty20              |
| Spielerin              | Zeitraum               | WODIs                  | Runs                   | Spielerin              | Zeitraum               | WTwenty20              | Runs                   |
| ---------------------- | ---------------------- | ---------------------- | ---------------------- | ---------------------- | ---------------------- | ---------------------- | ---------------------- |
| Janni Jonsson          | 1989–1999              | 32                     | 388                    | Line Ostergaard        | 2024–heute             | 16                     | 238                    |
| Karin Mikkelsen        | 1993–1999              | 20                     | 297                    | Line Leisner           | 2023–heute             | 19                     | 234                    |
| Mette Frost            | 1990–1999              | 23                     | 295                    | Tine Erichsen          | 2022–heute             | 17                     | 227                    |
| Vibeke Neilsen         | 1989–1999              | 26                     | 275                    | Nita Dalgaard          | 2022–heute             | 22                     | 196                    |
| Trine Christiansen     | 1989–1997              | 26                     | 253                    | Maria Karlsen          | 2022–heute             | 21                     | 133                    |
| Stand: 13. August 2025 | Stand: 13. August 2025 | Stand: 13. August 2025 | Stand: 13. August 2025 | Stand: 13. August 2025 | Stand: 13. August 2025 | Stand: 13. August 2025 | Stand: 13. August 2025 |

#### Wickets
| WODI                   | WODI                   | WODI                   | WODI                   | WTwenty20              | WTwenty20              | WTwenty20              | WTwenty20              |
| Spielerin              | Zeitraum               | WODIs                  | Wickets                | Spielerin              | Zeitraum               | WTwenty20s             | Wickets                |
| ---------------------- | ---------------------- | ---------------------- | ---------------------- | ---------------------- | ---------------------- | ---------------------- | ---------------------- |
| Janni Jonsson          | 1989–1999              | 32                     | 35                     | Nita Dalgaard          | 2022–heute             | 22                     | 19                     |
| Susanne Neilsen        | 1989–1999              | 32                     | 32                     | Line Ostergaard        | 2024–heute             | 16                     | 17                     |
| Mette Gregersen        | 1990–1999              | 18                     | 14                     | Divya Golechha         | 2022–heute             | 15                     | 13                     |
| Lene Hansen            | 1989–1991              | 10                     | 12                     | Camilla Ostergaard     | 2024–heute             | 14                     | 10                     |
| Marlene Slebsager      | 1989–1999              | 21                     | 12                     | Sofie Ostergaard       | 2023–heute             | 18                     | 10                     |
| Stand: 13. August 2025 | Stand: 13. August 2025 | Stand: 13. August 2025 | Stand: 13. August 2025 | Stand: 13. August 2025 | Stand: 13. August 2025 | Stand: 13. August 2025 | Stand: 13. August 2025 |

### Mannschaftskapitäninnen
Bisher haben insgesamt vier Spielerinnen als Kapitänin für Dänemark für ein WODI und vier für ein WTwenty20.
| WODI | WODI               | WODI      | WTwenty20              | WTwenty20  |
| Nr.  | Name               | Zeitraum  | Name                   | Zeitraum   |
| ---- | ------------------ | --------- | ---------------------- | ---------- |
| 1    | Marlene Slebsager  | 1989      | Tine Erichsen          | 2022       |
| 2    | Janni Jonsson      | 1990–1999 | Line Leisner           | 2023       |
| 3    | Mette Frost        | 1993      | Line Ostergaard        | 2024       |
| 4    | Dorte Christiansen | 1997      | Kathrine Brock-Nielsen | 2024–heute |

## Bilanz
Die Mannschaft hat die folgenden Bilanzen gegen die anderen Vollmitglieder des ICC im WODI- und WTwenty20-Cricket (Stand: 13. August 2025).
| Gegner      | WODIs | WODIs | WODIs | WODIs | WODIs | WTwenty20s | WTwenty20s | WTwenty20s | WTwenty20s | WTwenty20s |
| Gegner      | Sp.   | S     | U     | N     | NR    | Sp.        | S          | U          | N          | NR         |
| ----------- | ----- | ----- | ----- | ----- | ----- | ---------- | ---------- | ---------- | ---------- | ---------- |
| Australien  | 2     | 0     | 0     | 2     | 0     | 0          | 0          | 0          | 0          | 0          |
| England     | 8     | 0     | 0     | 8     | 0     | 0          | 0          | 0          | 0          | 0          |
| Indien      | 1     | 0     | 0     | 1     | 0     | 0          | 0          | 0          | 0          | 0          |
| Irland      | 7     | 1     | 0     | 6     | 0     | 0          | 0          | 0          | 0          | 0          |
| Neuseeland  | 1     | 0     | 0     | 1     | 0     | 0          | 0          | 0          | 0          | 0          |
| Pakistan    | 1     | 1     | 0     | 0     | 0     | 0          | 0          | 0          | 0          | 0          |
| Südafrika   | 1     | 0     | 0     | 1     | 0     | 0          | 0          | 0          | 0          | 0          |
| West Indies | 2     | 0     | 0     | 2     | 0     | 0          | 0          | 0          | 0          | 0          |

## Internationale Turniere

### Women’s Cricket World Cup
- 1973: nicht teilgenommen
- 1978: nicht teilgenommen
- 1982: nicht teilgenommen
- 1988: nicht teilgenommen
- 1993: Vorrunde
- 1997: Vorrunde
- 2000: nicht teilgenommen
- 2005: nicht teilgenommen
- 2009: nicht teilgenommen
- 2013: nicht teilgenommen
- 2017: nicht teilgenommen
- 2022: nicht teilgenommen
- 2025: nicht teilgenommen
- 2029: noch ausstehend

### Women’s T20 World Cup
- 2009: nicht teilgenommen
- 2010: nicht teilgenommen
- 2012: nicht teilgenommen
- 2014: nicht teilgenommen
- 2016: nicht teilgenommen
- 2018: nicht teilgenommen
- 2020: nicht teilgenommen
- 2023: nicht teilgenommen
- 2024: nicht teilgenommen
- 2026: noch ausstehend
- 2028: noch ausstehend